# حمیدبیگ‌بجاقی (جیحان)
حمیدبیگ‌بجاقی (به ترکی استانبولی: Hamitbeybucağı) یک منطقهٔ مسکونی در ترکیه است که در جیحان واقع شده‌است.